# تنگی مجرای نخاعی
تنگی مجرای نخاعی (به انگلیسی: Spinal Canal Stenosis) از جمله عوامل ایجاد درد در ستون فقرات و اندام‌ها است. تنگی مجرا با توجه به ناحیه درگیر و میزان آسیب، علایم متفاوتی ایجاد می‌کند. اگر این اختلال در فقرات گردن باشد ممکن است منجربه ایجاد درد ناشی از ریشه عصب یا درد رادیکولار در اندام فوقانی گردد. در ناحیه کمری این بیماری علایمی از مشکلات حسی، حرکتی یا هر دو را ایجاد می‌کند. درد یا اختلالات حسی در ناحیه ساق پاها احتمال تنگی مجرای نخاعی را مطرح می‌کند.

## عوامل ایجادکننده
در واقع ایجاد تنگی کانال کمری قسمتی از روند پیری ستون فقرات است و معمولا در سن بالای ۶۰ سال، در برخی خفیف‌تر و در برخی شدیدتر خود را نشان میدهد. با گذر زمان به تدریج زوائد استخوانی در اطراف مفاصل ستون فقرات و لبه‌های کانال نخاعی ایجاد میگردد و رباطها هم انعطاف پذیری خود را از دست داده و حجم آنها افزایش می‌یابد و به این شکل با برجسته شدن به داخل کانال نخاعی فضای نخاع را محدود و تنگ میکنند.

برخی از عواملی که باعث تنگی مجرای نخاعی می‌گردند شامل:
- لغزش مهره (به ویژه در موارد لیزخوردگی‌های شدید)
- آسیب‌های دیسک بین مهره‌ای
- به علت عفونت‌ها
- بیماری استئوآرتروز (آرتروز)
- ناهنجاری‌های مادرزادی
- هر عامل فضاگیر و توده مانندی که باعث فشار به نخاع یا ریشه‌های عصبی گردد. (مثلاً فشارهای ناشی از تومورها)
- اختلال در وضعیت مفاصل بین مهره‌ای پشتی [۲]
- رباط‌های ضخیم[۳]

## مهمترین علایم تنگی مجرای نخاعی کمری
این علایم شامل موارد زیر هستند:
- افزایش درد به هنگام راه رفتن
- درد ناحیه کمر و اندام تحتانی
- در بسیاری از بیماران درد ساق پاها شایع است
- معمولاً شدت درد به هنگام صاف کردن تنه افزایش می یابد
- کاهش میزان درد به هنگام خم کردن ستون فقرات.در این وضعیت(خم کردن تنه به طرف جلو) فشار از روی ریشه‌های اعصاب نخاعی برداشته می‌شود و به همین دلیل درد کاهش می یابد.

## عوارض حاصل از تنگی مجرای نخاعی
انواع تنگی مجرای نخاعی استعداد گسترده شدن و پیشرفته شدن را دارند، بنابراین فرد بیمار باید در مراحل اول بیماری تحت درمان کامل قرار گیرد.
هر نوع تنگی مجرای نخاعی می‌تواند این مراحل را طی نماید:
۱.احساس بی‌حسی موضعی در بخش های گوناگون
۲.فلج شدن اعضا و اعصاب
۳.غیر ارادی شدن دفع مدفوع و ادرار
۴.فلج شدن غیر قابل درمان و برگشت‌ناپذیر